# Sulița
Sulița' est une commune roumaine située dans le județ de Botoșani.